# Nitya Krishinda Maheswari
Nitya Krishinda Maheswari Korwa (n. 16 des 1988 a Blitar) és una esportista d'Indonèsia que competeix en bàdminton en la categoria de dobles. La seva parella actual és Greysia Polii.
Maheswari va participar en el Campionat Mundial de Bàdminton de 2009, on va aconseguir el rang 9 en dobles femení juntament amb Greysia Polii. El 2011 va guanyar la medalla d'or en els Jocs del Sud-est Asiàtic amb Anneke Feinya Agustin.
Nitya Krishinda Maheswari va guanyar el seu primer títol de la Super Series aparellada amb Greysia Polii al 2015 Korea Open.